# Caccia al coniglio (film 1948)
Caccia al coniglio (A Feather in His Hare) è un cortometraggio d'animazione del 1948, diretto da Chuck Jones.
È stato prodotto dalla Warner Bros. Cartoons e distribuito dalla Warner Bros. Pictures, ed è uscito il 7 febbraio 1948.
Il corto è il primo col design moderno di Bugs Bunny, ovvero quello di Robert McKimson.